# Rudolf Jeny
Dans le nom hongrois Jeny Rudolf, le nom de famille précède le prénom, mais cet article utilise l’ordre habituel en français Rudolf Jeny, où le prénom précède le nom.
Rudolf Jeny est un footballeur, et entraîneur hongrois, né le 2 mars 1901 à Budapest et mort en mai 1975. International hongrois à 20 reprises.

## Biographie
Né à Budapest, Jeny débute dans un des clubs de sa ville natale le Kispest AC, où il réalise une excellente première saison en terminant deuxième. Puis c’est le départ vers le MTK Budapest . Dribbleur, très rapide, très agile, très bon, à l'esprit d'équipe désintéressée, il est aussi très précis dans ses tires. Il s'exile en Espagne puis au Portugal. Il est sélectionné avec la Hongrie ce qui lui permet de participer aux  Jeux olympiques d'été de Paris en 1924.
À la fin de sa carrière de joueur tout naturellement il devient entraîneur et débute par le club espagnol de l’Atlético Madrid entre 1930 et 1933. Dès la première saison, il place l’Atlético, à la troisième place de la seconde division espagnole. 
Durant la saison 1932-33, il traverse la frontière côté portugais à la demande de Joaquim Oliveira Duarte, alors président du  Sporting CP où il est, tout comme à l'Atlético, entraîneur-joueur, remplaçant à ce poste l’anglais Arthur John. Arrivé en cours de saison il décide de ne pas jouer dans le Championnat du Portugal, considérant qu'en tant qu’étranger il ne devrait pas participer à une épreuve nationale, ce qui déduit, qu’il est arrivé après le Championnat de Lisbonne 1932/33. Lors de la saison suivante il est présent sur les terrains participant au championnat de Lisbonne dans lequel il marque 3 buts, en 7 matches, mais à nouveau il ne dispute aucun match du Championnat du Portugal. Après ce doublé historique non réalisé depuis la saison 1922-23, il se dirige vers le club des étudiants, l’Académica de Coimbra , où il met un terme définitif à sa vie de joueur. 
Il retourne ensuite en Hongrie où il finit sa carrière d’entraîneur en 1963. Entraîneur du Vasas SC, après une longue période sans entraîner, il arrive deux saisons de suite à classer le club à la quatrième place. Il change de club l’année suivante, mais la réussite n’est pas présente avec un effectif réduit, il finit à la dixième place aux portes de la relégation. Il quitte le club et signe chez le promu, le Szegedi Haladas, plein d’enthousiasme en début de saison, la désillusion l’emporte. Il finit avant-dernier et est relégué en deuxième division hongroise. Il change alors à nouveau de club et se retrouve au Győri ETO, club de milieu de classement. Mais à nouveau rien ne va et est à nouveau la descente D.II est à l’arrivée. Dès lors il décide de faire une pause dans sa carrière d’entraîneur. Il ne la reprendra qu’en 1958, dans des clubs évoluant en seconde division.

## Statistiques

### Joueur
| Championnats | Championnats | Championnats | Championnats | Championnats | Coupes nationales | Coupes nationales | Coupes continentales | Coupes continentales | Sélection Hongrie | Sélection Hongrie |
| Saison       | Club         | Pays         | Matches      | Buts         | Matches           | Buts              | Matches              | Buts                 | Matches           | Buts              |
| ------------ | ------------ | ------------ | ------------ | ------------ | ----------------- | ----------------- | -------------------- | -------------------- | ----------------- | ----------------- |
| 1919-20      | Kispest AC   | NBI          | ?            | ?            | ?                 | ?                 | ?                    | ?                    | 1                 | 0                 |
| 1920-21      | Kispest AC   | NBI          | ?            | ?            | ?                 | ?                 | ?                    | ?                    | 1                 | 0                 |
| 1921-22      | Kispest AC   | NBI          | ?            | ?            | ?                 | ?                 | ?                    | ?                    | 1                 | 0                 |
| 1923-24      | MTK Budapest | NBI          | 19           | ?            | ?                 | ?                 | ?                    | ?                    | 6                 | 0                 |
| 1924-25      | MTK Budapest | NBI          | 21           | ?            | ?                 | ?                 | ?                    | ?                    | 8                 | 3                 |
| 1925-26      | MTK Budapest | NBI          | ?            | ?            | ?                 | ?                 | ?                    | ?                    | 2                 | 0                 |
| 1926-27      | MTK Budapest | NBI          | ?            | ?            | ?                 | ?                 | ?                    | ?                    | 1                 | 0                 |
| 1932-33      | Sporting CP  | I Divisão    | 0            | 0            | 0                 | 0                 | 0                    | 0                    | 0                 | 0                 |
| 1933-34      | Sporting CP  | I Divisão    | 7            | 3            | 0                 | 0                 | 0                    | 0                    | 0                 | 0                 |
| Total        | Total        | Total        | ?            | ?            | ?                 | ?                 | ?                    | ?                    | 20                | 3                 |

### Entraîneur
| Résultats | Résultats          | Résultats | Résultats | Résultats | Résultats | Résultats | Total       | Total   | Total      |
| Saison    | Club               | Pays      | Victoires | Nuls      | Défaites  | Titres    | % Victoires | % Nuls  | % Défaites |
| --------- | ------------------ | --------- | --------- | --------- | --------- | --------- | ----------- | ------- | ---------- |
| 1930-31   | Atlético Madrid    |           | 11        | 1         | 6         | -         | ?           | ?       | ?          |
| 1931-32   | Atlético Madrid    |           | 8         | 2         | 6         | -         | ?           | ?       | ?          |
| 1932-33   | Atlético Madrid    |           | ?         | ?         | ?         | ?         | ?           | ?       | ?          |
| 1932-33   | Sporting CP        |           | 13        | 6         | 6         | -         | 52 %        | 24 %    | 24 %       |
| 1933-34   | Sporting CP        |           | 13        | 3         | 1         | 2         | 76,44 %     | 17,65 % | 5,91 %     |
| 1934-35   | Académica          |           | 1         | 1         | 12        | 1         | ?           | ?       | ?          |
| 1951      | Vasas SC           |           | 11        | 7         | 8         | -         | ?           | ?       | ?          |
| 1952      | Vasas SC           |           | 13        | 7         | 6         | -         | ?           | ?       | ?          |
| 1953      | Dorogi FC          |           | 7         | 7         | 12        | -         | ?           | ?       | ?          |
| 1954      | Szegedi Haladas    |           | 7         | 6         | 13        | -         | ?           | ?       | ?          |
| 1955      | Győri ETO FC       |           | 7         | 7         | 12        | -         | ?           | ?       | ?          |
| 1958-59   | Zalaegerszeg TE FC |           | ?         | ?         | ?         | ?         | ?           | ?       | ?          |
| 1962-63   | Diósgyőri VTK      |           | ?         | ?         | ?         | ?         | ?           | ?       | ?          |
| Total     | Total              | Total     | ?         | ?         | ?         | ?         | ?           | ?       | ?          |

### En sélection nationale
Il débute en sélection nationale le 5 octobre 1919 en match amical contre l'Autriche, alors qu’il n’est âgé que de 18 ans et 7 mois. Match qui se solde par une défaite 2 à 0. Il honore son premier but en 1925 face à la Suisse, match dans lequel il inscrit deux des buts qui donneront la victoire cinq à zéro. Il totalise finalement 20 sélections et 3 buts (8 victoires, 4 nuls, 8 défaites).
| Date              | Club         | Compétition          | Adversaire | Résultat | Tps de jeu | Buts |
| ----------------- | ------------ | -------------------- | ---------- | -------- | ---------- | ---- |
| 5 octobre 1919    | Kispest AC   | Amical               | Autriche   | 0-2      | 90         | 0    |
| 24 avril 1921     | Kispest AC   | Amical               | Autriche   | 2-4      | 90         | 0    |
| 6 novembre 1921   | Kispest AC   | Amical               | Suède      | 1-4      | 90         | 0    |
| 6 avril 1924      | MTK Budapest | Amical               | Italie     | 7-1      | 90         | 0    |
| 5 mai 1924        | MTK Budapest | Amical               | Autriche   | 2-2      | 90         | 0    |
| 18 mai 1924       | MTK Budapest | Amical               | Suisse     | 2-4      | 90         | 0    |
| 26 mai 1924       | MTK Budapest | Jeux Olympiques 1924 | Pologne    | 5-0      | 90         | 0    |
| 29 mai 1924       | MTK Budapest | Jeux Olympiques 1924 | Égypte     | 0-3      | 90         | 0    |
| 4 juin 1924       | MTK Budapest | Amical               | France     | 1-0      | 90         | 0    |
| 31 août 1924      | MTK Budapest | Amical               | Pologne    | 4-0      | 90         | 0    |
| 14 septembre 1924 | MTK Budapest | Amical               | Autriche   | 1-2      | 90         | 0    |
| 21 septembre 1924 | MTK Budapest | Amical               | Allemagne  | 4-1      | 90         | 0    |
| 25 mars 1925      | MTK Budapest | Amical               | Suisse     | 5-0      | 90         | 2    |
| 5 mai 1925        | MTK Budapest | Amical               | Autriche   | 1-3      | 90         | 0    |
| 21 mai 1925       | MTK Budapest | Amical               | Belgique   | 1-3      | 90         | 1    |
| 12 juillet 1925   | MTK Budapest | Amical               | Suède      | 2-6      | 90         | 0    |
| 19 juillet 1925   | MTK Budapest | Amical               | Pologne    | 2-0      | 90         | 0    |
| 20 septembre 1925 | MTK Budapest | Amical               | Autriche   | 1-1      | 90         | 0    |
| 8 novembre 1925   | MTK Budapest | Amical               | Italie     | 1-1      | 90         | 0    |
| 26 décembre 1926  | MTK Budapest | Amical               | Portugal   | 3-3      | 90         | 0    |

## Palmarès

### En tant que joueur

#### Avec leMTK Budapest
- Champion du Championnat de Hongrie : 2 fois (1923-24), et (1924-25)
- Vainqueur de la Coupe de Hongrie : 1 fois (1925)

### En tant qu’entraîneur

#### Avec leSporting CP
- Vainqueur du Championnat du Portugal (Campeonato de Portugal) : 1 fois (1933-34)
- Vainqueur du Championnat de l’AF Lisbonne : 1 fois (1933-34)

#### Avec l'Académica de Coimbra
- Vainqueur du Championnat de l’AF Coimbra : 1 fois (1934-35)

### Divers
- Élu joueur de l’année 1924 du Championnat de Hongrie
- Vice-Champion du Championnat de Hongrie en 1920 avec le Kispest AC
- Vice-Champion du Championnat de Hongrie en 1926, et 1928 avec le MTK Budapest
- Finaliste du Championnat du Portugal (Campeonato de Portugal) en 1932-33, avec le Sporting Portugal